# Епископский дворец (Верона)

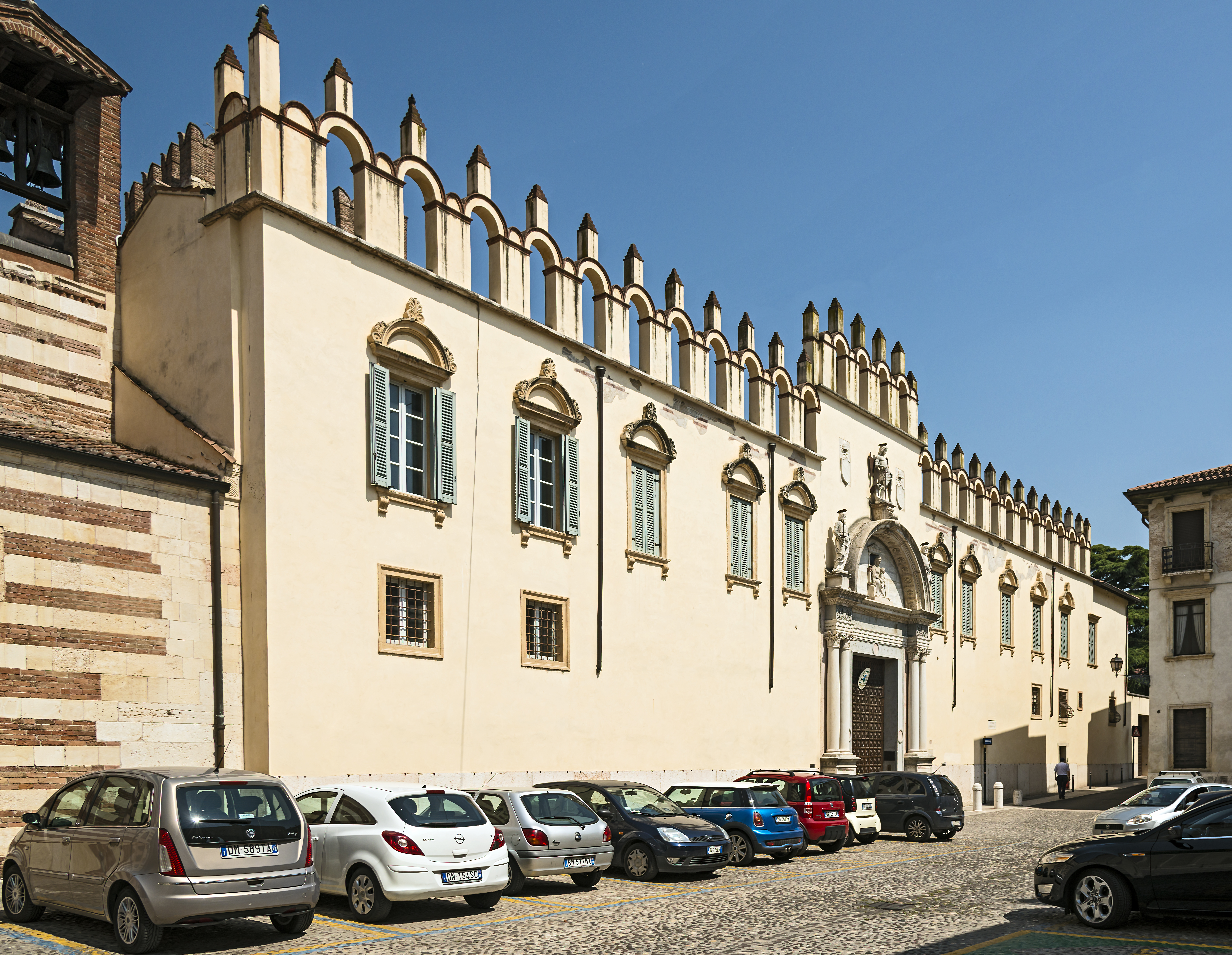
Епископский дворец

Епископский дворец (итал. Palazzo Vescovile) — резиденция епископа Вероны (Италия). Расположен рядом с кафедральным собором и церковью Сан-Джованни ин Фонте.
Дворец построен вокруг зубчатой башни, возведённой в 1172 году при епископе Оньибене (от имени епископа башня получила своё название). Свой современный облик здание приобрело в XVI веке. Вход украшен ренессансным порталом (1502 год) со статуями Девы Марии, апостолов Петра и Павла и архангела Михаила, созданных Джованни да Верона. Внутренние помещения дворца украшены фресками Брузасорчи.
Помещение дворца в настоящее время продолжает использоваться как резиденция правящего епископа города.

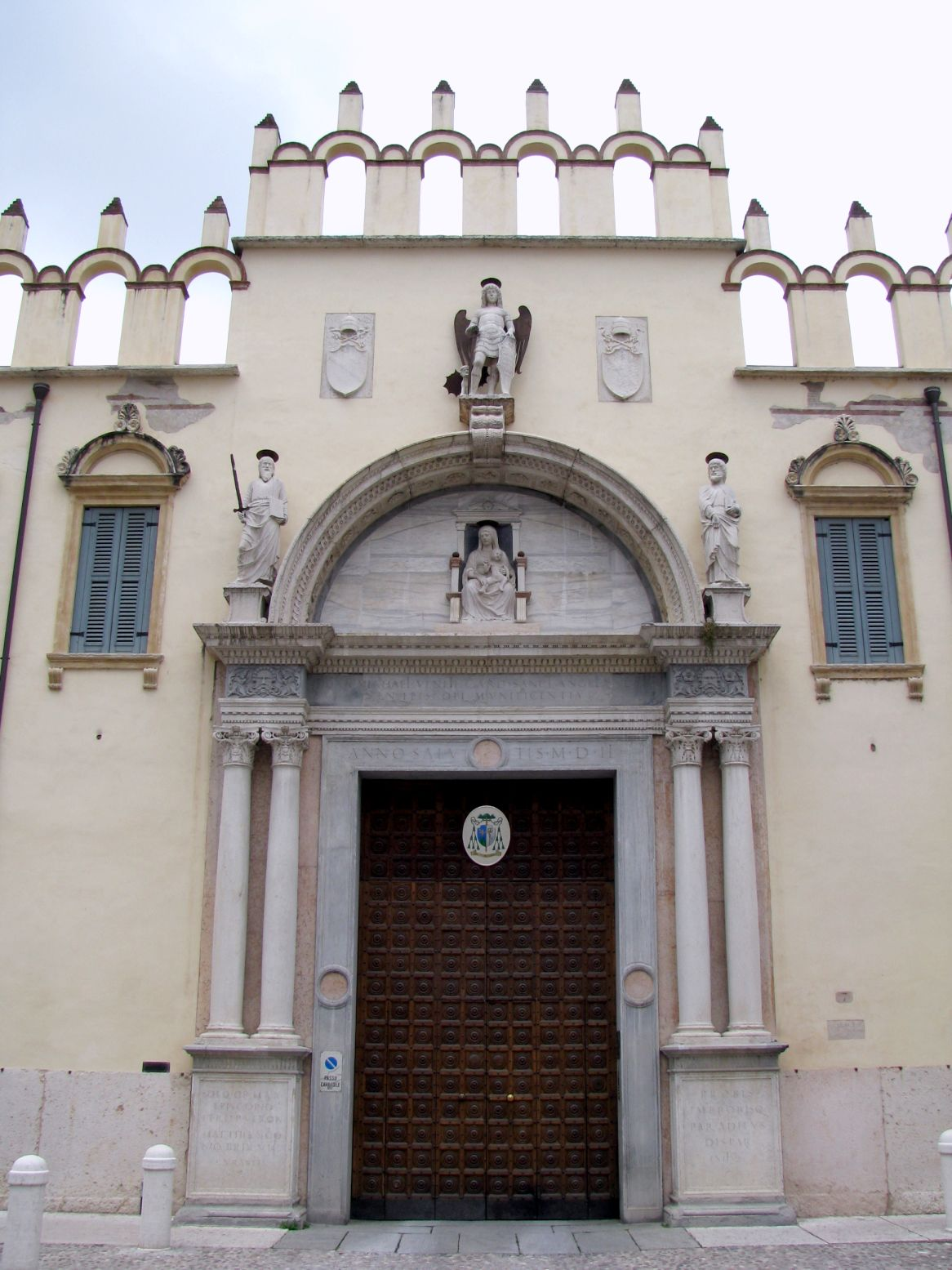
Входной портал дворца
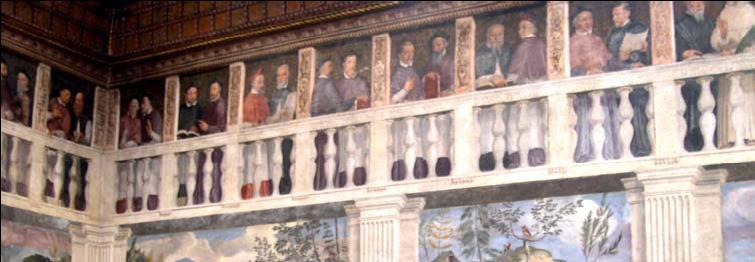
Фрески Брузасорчи